# María Far
María Fernanda Far Núñez (Panamá, 6 de enero de 1998) es una nadadora panameña. Compitió en los Juegos Olímpicos de 2016 en la prueba femenina de 200 metros mariposa; su tiempo de 2:23.89 en las eliminatorias no la clasificó para las semifinales. 

## Biografía
Con 15 años, María Far debutó en el Campeonato Mundial de Natación de 2013 en Barcelona. Allí compitió en la natación mariposa de más de 200 metros y en la natación combinada individual de más de 400 metros. Fue eliminada en ambas competiciones en la ronda preliminar y finalmente ocupó el puesto 24 y 30 respectivamente. Al año siguiente fue nominada por el Comité Olímpico de Panamá para los Juegos Olímpicos de la Juventud 2014 en Nankín, donde compitió en los 200 metros mariposa. Fue eliminada en la ronda preliminar con un tiempo de 2:18,96 minutos y terminó la competición en el puesto 21. A finales de año participó en el Campeonato del Mundo de piscina corta de 2014 en Doha y compitió en los 200 metros y 400 metros combinados individuales. Fue eliminada en ambas competiciones en la ronda preliminar y finalmente ocupó el puesto 27 y 38 respectivamente. Al año siguiente participó en el Campeonato Mundial de Natación de 2015 en Kazán y compitió en los 200 metros mariposa y los 400 metros combinados individuales. Una vez más fue eliminada en ambas competiciones en la ronda preliminar y finalmente ocupó los puestos 36 y 33. Posteriormente se clasificó para los Juegos Olímpicos de 2016 y también fue nominada por el Comité Olímpico de Panamá para los Juegos de Río de Janeiro. En el Estadio Aquático Olímpico compitió en los 200 metros mariposa. Completó el recorrido en la carrera preliminar en un tiempo de 2:23,89 minutos y quedó eliminada de la competición. Al final ocupó el puesto 27 y último.

## Vida personal
Es hija del luchador panameño Alfredo Far, quien compitió en los Juegos Olímpicos de Atlanta 1996.